# Fragment of an Empire
Fragment of An Empire (De man die zijn geheugen verloor) (Russisch: Обломок империи, Oblomok imperii) is een Russische stomme film en propagandafilm uit 1929, en geldt als een sleutelfilm in de historie van de Russische cinema. De film was tot een restauratie in 2018 nooit in z'n geheel te zien: veel versies waren bewaard, maar er ontbraken altijd scènes, waaronder de beroemde scène van Jezus met gasmasker.

## Inhoud
Soldaat Filimonov is in de Eerste Wereldoorlog door een shell shock zijn geheugen kwijtgeraakt. In 1928 komt hij weer bij zinnen doordat hij achter het raam van een voorbij razende trein plotseling het gezicht van zijn vrouw herkent, en ziet dan dat de Rusland onherkenbaar is veranderd. In deze scène komt naar voren dat regisseur Ermler een volgeling van Freud was. In andere scènes wordt teruggeblikt op de oorlog, zijn vrouw, zijn voorgaand leven in Sint-Petersburg, dat nu opeens Leningrad heet, weer tracht op te pakken. Het blijkt echter, dat zijn vrouw is hertrouwd met een aristocraat en zijn vroegere werkgever is vervangen door een fabriekscomité. De stad is geen hoofdstad meer van Rusland, maar van de Sovjet-Unie en staat vol met voor Filiminov onbekende standbeelden. Hij voegt zich echter naar de nieuwe leefwijze, die na de Russische Revolutie gold. In de laatste scène richt Filiminov zich tot het publiek met de Sovjet-leuze "Er moet nog veel werk worden verzet!".

## Rolverdeling
| Acteur               | Personage                                  |
| -------------------- | ------------------------------------------ |
| Fyodor Nikitin       | Filimonov                                  |
| Yakov Gudkin         | gewonde soldaat                            |
| Lyudmila Semyonova   | Filimonov's vrouw                          |
| Valeri Solovtsov     | de nieuwe echtgenoot van Filimonov's vrouw |
| Emil Gal             | treinpassagier                             |
| Sergei Gerasimov     |                                            |
| Ursula Krug          |                                            |
| Varvara Myasnikova   |                                            |
| Vyacheslav Viskovsky | voormalige werkgever                       |
| Aleksandr Melnikov   | lid van Komsomol                           |

## Restauratie en digitalisering
Een kopie van deze nitraatfilm is aanwezig in het EYE Filmmuseum. Wereldwijd onderzoek door Peter Bagrov, voormalig conservator van het nationale Russische filmarchief Gosfilmofond, en de samenwerking met een team van specialisten onder leiding van Rob Byrne, restaurator en bestuursvoorzitter van het San Francisco Silent Film Festival, heeft ertoe geleid dat de hele film gerestaureerd is door de ontbrekende scènes toe te voegen en het geheel voor Eye te digitaliseren. De film heeft nu een duur van 110 minuten. Omdat Fragment of An Empire onder kenners bekend staat als een gekoesterde schat, was het voor EYE reden om de film in de oorspronkelijke staat te herstellen.
Op 26 mei 2018 werd de film over de Russische soldaat Filimonov in de filmzaal van het EYE Collectiecentrum in de gerestaureerde versie getoond. Ook de belangrijke, maar vaak ontbrekende scène van een Jezusbeeld met gasmasker, is in deze versie opgenomen. 

De begeleidende muziek van de Russische componist Wladimir Michailowitsch Deschewow bij de oorspronkelijke versie werd door een orkest van Russische straatmuzikanten gespeeld. Bij de vertoning van de versie van EYE speelde muzikant Colin Benders een grotendeels geïmproviseerd muziekstuk met zijn extended synthesizer.